# André the Giant
André René Roussimoff (19. května 1946 Coulommiers – 27. ledna 1993 Paříž), známý jako André the Giant, byl francouzský wrestler a herec.

## Životopis a kariéra
André debutoval v roce 1964 a kariéru ukončil roku 1992, rok před smrtí. Jeho výška, která činila 224 centimetrů, byla výsledkem gigantismu způsobeného přebytkem růstového hormonu, který později vyústil v akromegalii. V roce 1993 byl uveden do WWE síně slávy.

## Smrt
Roussimoff zemřel ve spánku na srdeční selhání v noci 27. ledna 1993 v pařížském hotelu. Jeho tělo bylo odvezeno do USA, kde bylo spáleno podle jeho přání.

## Získané tituly
- IWA Tag Team titles s Michaelem Nadorem (1970)
- Austral-Asian Tag Team titles s Ronem Millerem
- NWA (Tri-State) United States Tag Team titles s Dustym Rhodesem
- Florida Tag Team titles s Dustym Rhodesem
- WWF Heavyweight title výhra nad Hulkem Hoganem (Únor 5, 1988)
- WWF World Tag Team titles s Haku (výhra nad Demolition) (Prosinec 13, 1989)
- WWE (World Wrestling Entertainment) Hall of Fame Inductee (1993)

Ukončovací chvaty
- The Bodyslam (Sednutí na soupeře)